# Karboksiglutaminska kiselina
Karboksiglutaminska kiselina (karboksiglutamat) je malo zastupljena aminokiselina koja se uvodi u proteine putem posttranslacione karboksilacije ostataka glutaminske kiseline. Ta modifikacije prisutan, na primer, kod faktora zgrušavanja o drugih proteina koagulacione kaskade. Ta modifikacija uvodi afinitet za jone kalcijuma. U kaskadi koagulacije krvi, Vitamin K je neophodan za uvođenje gama-karboksilacije faktora zgrušavanjaa II, VII, IX, X i proteina Z.